# Sombr
Shane Michael Boose, professioneel bekend als Sombr, (New York, 5 juli 2005) is een Amerikaanse singer-songwriter.

## Biografie
Boose groeide op aan de Lower East Side in New York. Hij kreeg zijn scholing aan de LaGuardia High School waar hij geschoold werd in het zingen van klassieke aria's in het Italiaans en het Duits. Op zeventienjarige leeftijd besloot hij te stoppen met school en zich fulltime te richten op zijn muzikale carrière. In 2022 bracht hij de single Coraline en behaalde 30 miljoen streams op Spotify. Hierdoor kwam hij in de belangstelling te staan van de grote platenmaatschappijen en ondertekende Boose een platencontract bij Warner Records.
In december 2024 kwam zijn single Back to Friends uit en dit bleek zijn doorbraak single te zijn. Boose haalde hiermee de Billboard Hot 100 en de de Top 40 in diverse landen. In maart 2025 volgde een nieuwe single, Undressed, dat was geproduceerd door Tony Berg. 3FM verkoos het tot hun megahit op 11 juli en twee weken later debuteerde single op 31ste plaats in de Nederlandse Top 40. Op 20 mei van dat jaar maakte Boose zijn televisiedebuut tijdens een optreden bij The Tonight Show.

## Discografie

### EP's
- In Another Life (2023)

### Singles
| Single          | Verschijnen | Album             | Hitlijsten | Hitlijsten | Hitlijsten | Hitlijsten | Hitlijsten | Hitlijsten | Hitlijsten | Hitlijsten |
| Single          | Verschijnen | Album             | BE (VL)    | BE (VL)    | NED        | NED        | VK         | CAN        | AUS        | VS         |
| Single          | Verschijnen | Album             | Piek       | Weken      | Piek       | Weken      | Piek       | Piek       | Piek       | Piek       |
| --------------- | ----------- | ----------------- | ---------- | ---------- | ---------- | ---------- | ---------- | ---------- | ---------- | ---------- |
| Back to Friends | 2024        | I Barely Know Her | —          | —          | 29         | 18*        | 7          | 28         | 3          | 31         |
| Undressed       | 2025        | I Barely Know Her | 23         | 10*        | 36         | 18*        | 4          | 24         | 2          | 25         |
| We Never Dated  | 2025        | I Barely Know Her | —          | —          | —          | —          | 37         | —          | 60         | 83         |
| 12 to 12        | 2025        | I Barely Know Her | —          | —          | 77         | —          | —          | —          | —          | —          |

- Gemeinsame Normdatei: 1367313554
- International Standard Name Identifier: 0000 0005 1176 3000
- MusicBrainz: 502cf908-9921-48bc-bf0e-265c881c0156
- Virtual International Authority File: 2160174879031037290004